# TvN 금요 드라마

tvN 금요 드라마는 tvN에서 매주 금요일에 방송 되었던 TV 드라마였다.
미니 시리즈 드라마 형식으로 방송 되었다.

## 방송 시간
| 방송 채널 | 방송 기간                        | 방송 시간             | 분량 |
| --------- | -------------------------------- | --------------------- | ---- |
| tvN       | 2018년 9월 7일 ~ 2019년 12월 6일 | 매주 금요일 오후 11시 |      |

## 작품 리스트
- 아래의 프로그램들은 2002년 11월 이후에 시청 가능 연령을 표시하는 드라마 등급 제도를 의무적으로 시행하여 현재까지 이어지고 있다.
- 2017년 3월 1일부터 TV 프로그램 등급 표시 외에 주제, 폭력성, 선정성, 언어, 모방 위험 등 분류 사유 표시를 의무적으로 시행하고 있다.

### 2010년대

#### 2018년
- 《빅 포레스트》 : 2018년 9월 7일 ~ 2018년 11월 9일
- 《톱스타 유백이》 : 2018년 11월 16일 ~ 2019년 1월 25일

#### 2019년
- 《막돼먹은 영애씨 17》 : 2019년 2월 8일 ~ 2019년 4월 26일
- 《쌉니다 천리마마트》 : 2019년 9월 20일 ~ 2019년 12월 6일

## 같이 보기
- KBS 2TV 금요 드라마(폐지)
- SBS 금요 드라마(폐지)
- 채널A 금요 드라마(폐지)